# Honorowi Obywatele Miasta Rybnika
Honorowi Obywatele Miasta Rybnika – tytuł przyznawany przez Radę Miasta Rybnika za szczególne osiągnięcia dla miasta. Do tej pory został przyznany dziewięciu osobom.
| Honorowi Obywatele Miasta Rybnika |                      |
| Laureaci:                         | Data nadania:        |
| Mieczysław Brzost                 | 11 lutego 1998       |
| abp Damian Zimoń                  | 16 października 2000 |
| Henryk Mikołaj Górecki            | 30 kwietnia 2003     |
| Jerzy Buzek                       | 24 marca 2010        |
| Józef Musioł                      | 13 czerwca 2014      |
| Jacques Beaulieu                  | 21 października 2014 |
| Adam Makowicz                     | 20 października 2015 |
| Lidia Grychtołówna                | 31 maja 2017         |
| Piotr Paleczny                    | 22 września 2022     |